# 4Q122

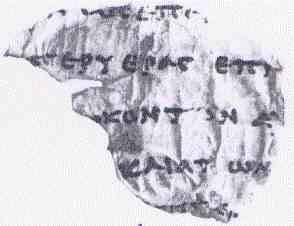
Manuscrit des Septante 4Q122 (4Q LXXDeut)

4Q122 (4Q LXXDeut; TM 62297; LDAB 3458) est un manuscrit de la Septante écrit sur parchemin, datant du deuxième siècle avant J.-C. Le parchemin contient un fragment du livre biblique du Deutéronome 11:4. Il a été trouvé dans une grotte à Qumran, dans la grotte 4. Ce fragment est également mentionné comme numéro 819 sur la liste des manuscrits de la Septante selon le système de classification d'Alfred Rahlfs.
Le manuscrit a été publié et décrit en 1992 par Patrick W. Skehan dans sa publication de la grotte 4.4 de Qumran (Discoveries in the Judaean desert 9). L'ancienne désignation 4Q LXXDeut indique qu'il a été trouvé dans la grotte 4.

## Reconstruction du texte
Le texte préservé provient du Deutéronome 11:4 et contient 27-28 caractères par ligne.
Les lettres écrites en rouge et soulignées ont été reconstituées.

Partie préservée reconstruite de la LXX Deut 11:4
Verset complet LXX Deut 11:4
4καὶ ὅσα ἐποίησε τὴν δύναμιν τῶν Αἰγυπτίων, τὰ ἅρματα αὐτῶν καὶ τὴν ἵππον αὐτῶν, καὶ τὴν δύναμιν αὐτῶν, ὡς ἐπέκλυσε τὸ ὕδωρ τῆς θαλάσσης τῆς ἐρυθρᾶς ἐπὶ προσώπου αὐτῶν καταδιωκόντων αὐτῶν ἐκ τῶν ὀπίσω ὑμῶν καὶ ἀπώλεσεν αὐτοὺς Κύριος ἕως τῆς σήμερον ἡμέρας,5